# История на Бутан
Не се знае много за историята на Бутан преди 17. век. Ранната история на страната е слабо проучена, тъй като голяма част от историческите хроники биват унищожени при пожар в старинната столица Пунакха през 1827 година. Най-ранното записано събитие, свързано със страната, е преминаването на Падмасамбхава през територията ѝ около 747 г.

## Ранна история
Известно е, че за дълъг период от време на територията на днешен Бутан съществуват малки, воюващи помежду си феодални държавици, управлявани от различни будистки секти. Будизмът е възприет от Индия през 8. век, въпреки че съвременният будизъм в Бутан е от тибетски характер.
През 17. век тези държави биват обединени под управлението на Шабдрунг Нгаванг Намгял, който разпорежда строителството на отбранителни крепости-манастири („дзонги“) и въвежда общовалидни закони. По време на неговото управление пристигат и първите европейци – португалският йезуит Ещевао Каселя и неговият помощник. Те подаряват на Намгял пушки, барут и телескоп и предлагат страната им да му помогне в борбата срещу тибетските нашествия, но той отказва.
След смъртта му през 1651 обединеният Бутан изпада в състояние на гражданска война. Тибетците се възползват от нестабилността на малката страна и я нападат два пъти – през 1710 и 1730, но не успяват да я завземат.
Първият документиран контакт с европейска страна е през 1772 г., когато Британската Източноиндийска компания спира тибетско нашествие към Индия. Две години по-късно подписват мир. През 18. и по-голямата част от 19. век търговията между Великобритания и Бутан е изключително неизгодна и безполезна и за двете страни.

## Съвременна история
През 1907 година страната за пръв път избира свой крал – Угиен Вангчук. Той е одобрен с пълно мнозинство от будистки водачи, местни управници и няколко високопоставени рода, а през 1910 титлата му бива призната и от Британската империя. Така се поставя началото на съвременната бутанска държава.
През 1959 г. Китай публикува карта на Хималаите, в която територията на Бутан е част от Китай и заедно с Тибен е част от провинцията Големи Тибет. В отговор индийският министър-председател Джавахарлал Неру обявява война на Китай. Въпреки войната, границите на Бутан остават непроменени. През 1960 година се изгражда първото шосе в Бутан. През 1964 г. дългогодишният министър-председател Джигме Джоржи е убит. Взаимоотношенията с Непал се влошават, тъй като Бутан дискриминира граждани с непалски корени. Законови промени от 1980 г. правят непалските бутанци нелегални имигранти. През 1990 г. бутанското правителство гони 100 000 непалски бутанци от страната.
Макар и демократична, страната остава почти напълно изолирана от останалия свят до 1990-те години, когато започват реформите на крал Джигме Синге Вангчук. През 1999 година той премахва дългогодишна забрана на телевизията, но предупреждава да не се злоупотребява с нея. През 2005 година прави промени в Конституцията, а през 2008 абдикира в полза на сина си. От 2007 година в страната се провеждат демократични парламентарни избори.